# البقين (المضاربة والعارة)

تعديل مصدري - تعديل

البقين هي إحدى قرى عزلة المضاربة بمديرية المضاربة والعارة التابعة لمحافظة لحج، بلغ تعداد سكانها 206 نسمة حسب تعداد اليمن لعام 2004.